# Nerwica neogenna
Nerwica neogenna (noogenna) - sytuacja obniżania się poczucia sensu życia. Pojęcie to wprowadził psychiatra Victor Frankl w odniesieniu do sytuacji nieurzeczywistniania wartości.
Poczucie bezsensu, według Frankla, stanowi podłoże zaburzeń psychicznych, jak lęk (również dezintegracyjny), depresja, nerwica, poczucie bezwartościowości. Proces ten zachodzi gdy poczucie bezsensu życia traci charakter sytuacyjny o cechach krótkotrwałego zjawiska psychicznego stając się czynnikiem patogennym, który utrwala kryzys egzystencjalny oraz tendencję do izolowania się od rzeczywistości, czy zniekształcania jej obrazu.